# Башкатов, Егор Вячеславович
Егор Вячеславович Башкатов (род. 23 апреля 1971, Москва) — советский и российский хоккеист, нападающий; тренер.

## Клубная карьера
17 марта 1989 года дебютировал в чемпионате СССР, проведя единственный матч в сезоне в составе ЦСКА против киевского «Сокола» (9:2). В следующем сезоне сыграл три матча. Также выступал во второй лиге за ШВСМ-МЦОП и в первой лиге за СКА МВО Калинин. В сезоне 1990/91 играл за «Автомобилист» Свердловск, следующие три сезона провёл в составе «Торпедо» Ярославль. В сезонах 1994/95 — 1996/97 играл в низших североамериканских лигах за клубы «Детройт Вайперз» (IHL), «Денвер / Юта Гриззлис» (IHL), «Детройт Фэлконс» (CoHL), «Хьюстон Аэрос» (IHL),
«Лас-Вегас Тандер».
Выступал в Австрии за «Винер» (1997/98 — 1998/99) и в Германии за «Ганновер Скорпионс» (1999/2000 — 2001/02). В России играл за петербургский СКА (2002/03 — 2003/04), «Северсталь» Череповец и ХК МВД Тверь (2004/05), ЦСКА (2005/06). Сезон 2006/07 отыграл в немецком «Фюксе Дуйсбург». В апреле 2007 подписал годичный контракт с ХК МВД, в декабре расторг соглашение и перешёл в хабаровский «Амур», в составе которого в следующем сезоне дебютировал в КХЛ. Завершил карьеру в сезоне 2009/10 в команде высшей лиги «Газовик» Тюмень.

## Карьера в сборной
В 1989 году в составе юниорской сборной СССР стал чемпионом Европы среди юниорских команд. В 1991 году в составе молодёжной сборной СССР стал серебряным призёром чемпионата мира среди молодёжных команд.

## Тренерская карьера
С сезоне 2011/12 юношеский тренер в петербургском клубе «Серебряные львы» (команды 2003 года рождения), финалист Открытого Кубка Федерации хоккея Санкт-Петербурга. С февраля 2013 по ноябрь 2014 главный тренер команды МХЛ «Серебряные львы». В сезоне 2015/16 — генеральный менеджер воронежского «Бурана». Со следующего сезона — тренер в команде ВХЛ «Динамо» Санкт-Петербург. Тренер МЖК «Динамо» СПб в МХЛ с 16 октября 2018 по 18 февраля 2019. Затем, до конца сезона — главный тренер «Динамо». В сезоне 2019/20 — главный тренер МХК «Динамо». В сезонах 2020/21 — 2021/22 — тренер команды КХЛ «Сочи». Сезон 2022/23 начал тренером в московском «Спартаке», покинул команду 10 ноября 2023 года вместе с уволенным главным тренером Борисом Мироновым. 5 декабря был назначен главным тренером команды МХЛ «Алмаз» Череповец. 1 мая 2024 года стал главным тренером в воскресенском «Химике».